# Antique Bakery
Antique Bakery (яп. 西洋 骨董 洋菓子店 Сэйё: Котто: Ё:гаситэн) — манга Фуми Ёсинаги, повествующая о жизни работников небольшой кондитерской. Серия была выпущена в 4 томах издательством «Shinshokan». В 2002 году манга получила премию издательства «Коданся» как лучшая в категории сёдзё. Аниме-сериал был показан в 2008 году в блоке передач noitaminA телекомпании Fuji TV. Также на основе сюжета в Японии была снята дорама, а в Южной Корее — фильм Кондитерская «Антик».

## Сюжет
История разворачивается вокруг Кэйитиро Татибаны — 30-летний мужчина решает резко изменить свою жизнь и, уволившись с должности менеджера, организовать собственную кондитерскую. Благодаря своим богатым родителям, он получает финансовую поддержку. Его отец даже находит ему талантливого кондитера Юсукэ Оно, который, мало того, что оказывается геем, но и тем, кто когда-то признавался Кэйитиро в любви и получил оскорбительный отказ.

## Персонажи

### Главные
Кэйсукэ (Кэйитиро) Татибана (яп. 橘 圭一郎 Татибана Кэйитиро) — владелец кондитерской, родом из богатой семьи; свободно говорит на французском. В детстве был похищен неизвестным, но впоследствии освобождён. И хотя преступника опознать не удалось, Кэйсукэ запомнил примечательную черты своего похитителя — он любил сладости. В результате этого его долго преследовали ночные кошмары. Во время учёбы в школе в резкой форме отклонил любовное признание юноши Юсукэ. В возрасте 30 лет решил резко поменять свой род деятельности и при поддержке родителей создал кондитерскую.
Сэйю: Коити Ямадэра (drama CD); Кэйдзи Фудзивара (аниме, взрослый Кэйсукэ); Асами Санада (аниме, Кэйсукэ в детстве)
Юсукэ Оно (яп. 小野 裕介 Оно Ю:сукэ) — известный кулинар, много раз терявший работу из-за своих гомосексуальных пристрастий. В подростковом возрасте был влюблён в Кэйсукэ. Свободно говорит по-французски.
Сэйю — Ходзуми Года (drama CD); Синъитиро Синъитиро (аниме)
Эйдзи Канда (яп. 神田 えいじ Канда Эйдзи) — ученик Юсукэ, бывший боксёр, вынужденный отказаться от спорта из-за проблем со здоровьем.
Сэйю — Томокадзу Сэки (drama CD); Мамору Мияно (аниме)
Тикагэ Кобаякава (яп. 小早川 千影 Кобаякава Тикагэ) — друг детства Кэйсукэ, на два года его старше. Растит дочь. Из-за плохого зрения постоянно носит очки. Члены его семьи работают в доме Татибаны.
Сэйю — Кадзухико Иноуэ (drama CD); Эйдзи Ханава (аниме)

### Второстепенные
Каэдэко (яп. 楓子, также Дэко или Дэй-Дэй) — 10-летняя дочь Тикагэ. Её мать — Сакурако Сакаки (яп. 榊 桜子 Сакаки Сакурако).
Мистер Ито (яп. 伊東 Ито:, Миссис Урусихара (яп. 漆原)) — постоянные клиенты кондитерской
Харука Накацу (яп. 中津 はるか Накацу Харука, Тамико Кагами (яп. 各務 民子 Кагами Тамико)) — работницы телевидения, благодаря репортажу которых кондитерская Кэйсукэ стала довольно известной.
Тадахиро Акутагава (яп. 芥川 忠宏 Акутагава Тадахиро) — полицейский, в своё время безуспешно пытавшийся разыскать похитителей Кэйсукэ.
Жан-Батист — прославленный кондитер, бывший наставник и бывший любовник Юсукэ. Возвращается во Францию чтобы продолжить работу в своём ресторане.